# Nieustraszony (serial telewizyjny 1982)
Nieustraszony (ang. Knight Rider; inne tłum. Rycerski jeździec) – amerykański serial sensacyjny, z elementami sci-fi, z Davidem Hasselhoffem w roli głównej.

## Fabuła
Serial opowiada o agencie F.L.A.G. (ang. Foundation for Law And Government – Fundacja na rzecz Prawa i Rządu) Michaelu Knighcie, rozwiązującym zagadki o charakterze kryminalnym, w asyście wyjątkowego samochodu KITT (Knight Industries Two Thousand), mającego sztuczną inteligencję.

## Obsada
- David Hasselhoff – Michael Knight (89 odcinków)
- Edward Mulhare – Devon Miles (89 odcinków)
- Patricia McPherson – Bonnie Barstow (62 odcinki)[1]
- Rebecca Holden – April Curtis (21 odcinków)
- William Daniels – KITT (głos: 84 odcinki)
- Peter Parros – Reginald Cornelius III („RC3”: 21 odcinków)
- Harold Frizzell – strażnik (6 odcinków)
- Tony Brubaker – jako on sam (5 odcinków)
- Jack Gill – Paul Lacroix (4 odcinki)
- Ann Turkel – Adrianne Margeaux (3 odcinki)
- Catherine Hickland – Stephanie „Stevie” Mason (3 odcinki)
- Lance LeGault – Vernon Gray (3 odcinki)
- Pamela Susan Shoop – Marta Simmons (3 odcinki)
- Jack Starrett – por. George Barth (3 odcinki)
- Alex Kubik – Mike Zoormagian (3 odcinki)
- Shawn Ora Engemann – Rita Wilcox (3 odcinki)
- Bruce Neckels – Pete, kierowca ciężarówki (3 odcinki)
- Michael Masters – Tuxedo (3 odcinki)
- Brian Cutler – kierownik baru (3 odcinki)
- Deborah Ludwig Davis – piosenkarka (głos: 3 odcinki)

W mniejszych rolach i epizodach wystąpili m.in.: Geena Davis, Dana Elcar, William Smith, Maria Conchita Alonso, James Cromwell, Janine Turner, Kabir Bedi, Nana Visitor, Charles Napier, Joan Chen oraz znany bokser Ken Norton, promotor bokserski Don King i modelki Playboya Dona Speir i Marlene Janssen.

## Produkcja

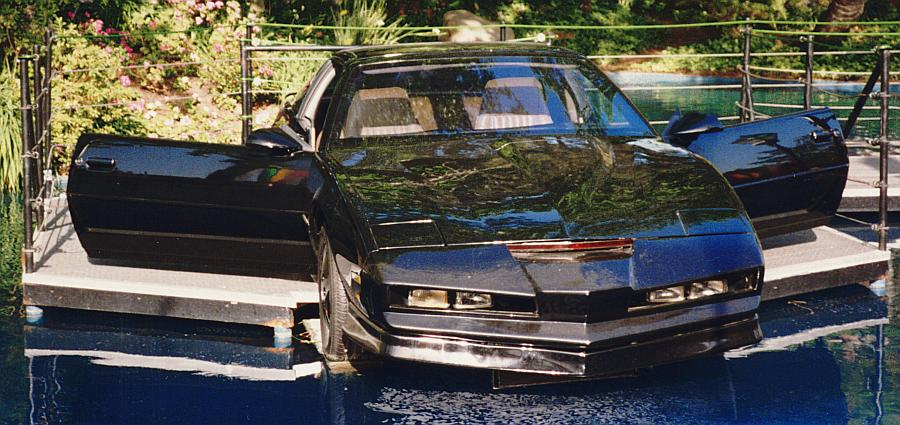
KITT

Serial został podzielony na cztery serie, emitowane pierwotnie w latach 1982–1986. W rolę serialowego KITT-a wcielił się przerobiony pontiac trans am z 1982 r. Do produkcji serialu użyto łącznie 23 egzemplarze samochodów. 5 z nich, które zostały początkowo dostarczone i przerobione na charakterystyczny wygląd, pozostają w prywatnych kolokacjach, natomiast 17 z nich – zgodnie z umową zawartą pomiędzy General Motors (firmą produkującą samochód) a producentami – zostały zniszczone (które w wyniku kolizji w transporcie zostały lekko uszkodzone i nie nadawały się do rejestracji).  

## Kontynuacje
Po zakończeniu realizacji serii, powstały dwa filmy telewizyjne: Nieustraszony 2000 i Rycerz 2010. W styczniu 2008 r. powstał także odcinek pilotażowy serialu Knight Rider, w którym kierowcą nowego KITT-a zostaje syn Michaela Knighta. Powstała jedna seria tego serialu, nadawana oryginalnie na przełomie 2008 i 2009 r.

## Wersja Polska
W Polsce premiera serialu miała miejsce 21 września 1995 r. na antenie Polsatu, a lektorem był Mirosław Utta. Od 2003 roku był emitowany ponownie przez TVP, z nowym tłumaczeniem i lektorem, którym był Maciej Gudowski. Seria była tam wznawiana parokrotnie.
Serial doczekał się wydania VHS w latach 90., gdzie do przekładu użyto wersji niemieckiej i zmieniono tytuł na Rycerski jeździec. Wersja na DVD ukazała się nakładem wydawnictwa Amercom S.A. Wszystkie odcinki ukazały się na płytach (po dwa odcinki na jedną płytę), a 15 czerwca 2009 r. pierwsza seria została wydana w boksie.